# Шефтларн
Шефтларн (нем. Schäftlarn) — община в Германии, в земле Бавария. 
Подчиняется административному округу Верхняя Бавария. Входит в состав района Мюнхен.  Население составляет 5564 человека (на 31 декабря 2010 года). Занимает площадь 16,71 км².
Коммуна славится здешним монастырём, расположенным в долине реки Изар. Он был основан в 762 году орденом бенедиктинцев и известен как один из старейших в Баварии. В 2012 году торжественно отмечалось 1250-летие монастыря Шефтларн.